# ميجا مان 8
ميجا مان 8 (بالإنجليزية: Mega Man 8؛ باليابانية: ロックマン8 メタルヒーローズ) ومعروف بأسم Rockman 8: Metal Heroes هي لعبة فيديو أصدرت من قبل كابكوم. وهذه هي الدفعة الثامنة في سلسلة الأصلي ميجا مان، في اليابان على بلاي ستيشن في 17 ديسمبر 1996. وشهد العام التالي ،ميجا مان 8 على جهاز سيجا ساترن ومترجمة لكل من لوحات المفاتيح في أمريكا الشمالية وبلاي ستيشن في المناطق بال. على إطلاقه، وصلت كابكوم الذكرى العاشرة الانتخاب. ميجا مان 8 هي اللعبة الأولى في سلسلة متاحة على 32 بت .